# Rambla de Mar
La Rambla de Mar és una rambla de Barcelona al districte de Ciutat Vella. És una passarel·la que connecta la Plaça del Portal de la Pau amb el Moll d'Espanya. Es va projectar com a prolongació natural de la Rambla construïda com a part de la conversió de les instal·lacions portuàries del Moll d'Espanya en una àrea de serveis amb (el Maremagnum).
El pont va ser obra dels arquitectes Helio Piñón i Albert Viaplana i Veà que també van projectar el Maremagnum i els espais lliures del seu voltant. És una passarel·la mòbil que s'obra per permetre l'accés dels vaixells esportius a la Dàrsena Nacional. Té formes minimalistes i paviment de fusta que pretén evocar el vent i l'entorn mariner on s'integra.
El 2009, des de la regidoria de Ciutat Vella, es va plantejar un projecte per convertir l'eix que va des del Morrot al parc de la Ciutadella en una nova rambla per descongestionar la Rambla i que en aquell moment també es va anomenar rambla de mar, però el 2011 es va aturar. El districte plantejava una reurbanització completa que obligaria a alterar la disposició del trànsit tant a les places de les Drassanes, portal de la Pau (Monument a Colom) i Pla de Palau, com a l'infrautilitzat Moll de la Fusta, el Passeig de Colom i Marquès de l'Argentera.